# اسکورپیوس
اسکورپیوس (یونانی: Σκορπιός؛ ‏تلفظ [skorˈpços]) یک جزیرهٔ شخصی در دریای یونان واقع در سواحل غربی یونان و شرق جزیرهٔ لفکادا است. سرشماری سال ۲۰۱۱ جمعیتی بالغ بر پنج نفر را گزارش کرده‌است. از نظر اداری بخشی از شهرداری مگانیسی در واحدهای استانی لفکادا است. مساحت جزیره اسکورپیوس ۸۳٫۲ هکتار است. آب آشامیدنی جزیره از کوهی از جزیره ای مجاورتامین می‌شود که تخمین زده شده در حدود ۱۰۰ میلیون یورو هزینه دارد. آریستوتلیس اوناسیس میلیاردر یونانی این جزیره را به قیمت ۱۱٬۰۰۰ یورو (به قیمت سال ۲۰۱۵) خریداری کرد. در سال ۱۹۷۱ یک پاپاراتزی ایتالیایی عکس‌هایی برهنه از ژاکلین اوناسیس در ساحل این جزیره گرفت. اوناسیس، دخترش کریستینا و پسرش الکساندر همگی پس از مرگ در این جزیره دفن شده‌اند.
در آوریل ۲۰۱۳، اکاترینا ریبولوفلوا، دختر ۲۴ ساله الیگارش روس دمیتری ایفگنویچ ریبولوفلیف، از طریق تراست خود، چندین شرکت را از از آتینا اوناسیس (نوهٔ اوناسیس) به قیمت ۱۵۳ میلیون دلار خرید. در میان آنچه در این قرارداد امضا شد، اجارهٔ بلندمدت جزیرهٔ اسکورپیوس و یک جزیره کوچکتر آن، «اسپارتی» هم بود. از اکتبر ۲۰۱۸ (و با تاریخ اتمام پروژه در سال ۲۰۲۰) ریبولوفلوا ساخت و توسعه یک اقامتگاه مجلل ۱۰٬۰۰۰ متر مربعی در اسکورپیوس را با سرمایه‌گذاری کلی ۱۸۴ میلیون یورو آغاز کرد. این جزیره یک منطقه حفاظت‌شده ناتورا ۲۰۰۰ است که تنها حدود ۵ درصد از آن تحت توسعه و ساخت‌وساز است. اینک تحقیق و تفحصی در حال انجام است، که دلیل آن پرسش‌های یک نماینده مجلس (نماینده حزب «دموکراسی نوین») در پارلمان یونان است. به‌طور خاص، اوناسیس در وصیت‌نامه خود گفته بود که تا زمانی که وراث توانایی پرداخت هزینه‌های نگهداری جزیره را داشته باشند، این جزیره در خانواده باقی خواهد ماند. طبق وصیت او، اگر فرزندان او نتوانند هزینه‌ها را تأمین کنند، جزیره باید به شرکت هواپیمایی المپیک یونان (که اینک منحل‌شده) یا به دولت یونان واگذار شود.